# Coccobaphes frontifer
Coccobaphes frontifer är en insektsart som först beskrevs av Walker 1873.  Coccobaphes frontifer ingår i släktet Coccobaphes och familjen ängsskinnbaggar. Inga underarter finns listade i Catalogue of Life.